# Ilchester
Ilchester é uma paróquia civil e vila situada no rio Yeo, no condado de Somerset, Inglaterra. Originalmente uma cidade romana, e mais tarde uma cidade mercantil, Ilchester tem uma rica história medieval e teve um povoado notável do condado; por volta dos séculos XII e XIII era efetivamente a cidade do condado. No entanto, diminuiu em tamanho e importância no início do século XVIII, e os últimos mercados foram mantidos em 1833. Em 1889, a corporação histórica que governava a cidade foi dissolvida.